# 華卡峇魯站
华卡峇鲁站是馬來亞鐵道旗下的一個火車站，位於吉蘭丹州的华卡峇鲁。該站是距離吉蘭丹首府哥打峇魯最近的火車站，途經 134號聯邦公路。
該火車站位於東海岸鐵路線上，提供馬來亞鐵道城際鐵路服務。

## 服務
- 东方人民快车 26/27 道北–新山中央
- 东方接驳列车 51/52/57/60 道北–話望生
- 东方接驳列车 55/56 道北–達蓬

## 洪水中斷
2009年11月25日，馬來亞鐵道的列車因瓜拉吉賴鐵路線附近發生洪水而無法繼續行駛，使列車滯留在华卡峇鲁站和話望生站中。 據《Harian Metro》報道，一共數百名乘客被困，吉蘭丹河附近的鐵路橋水位超過20公尺。為了防止列車脫軌，工作人員回填並抹平了碎石。

## 圖鑒

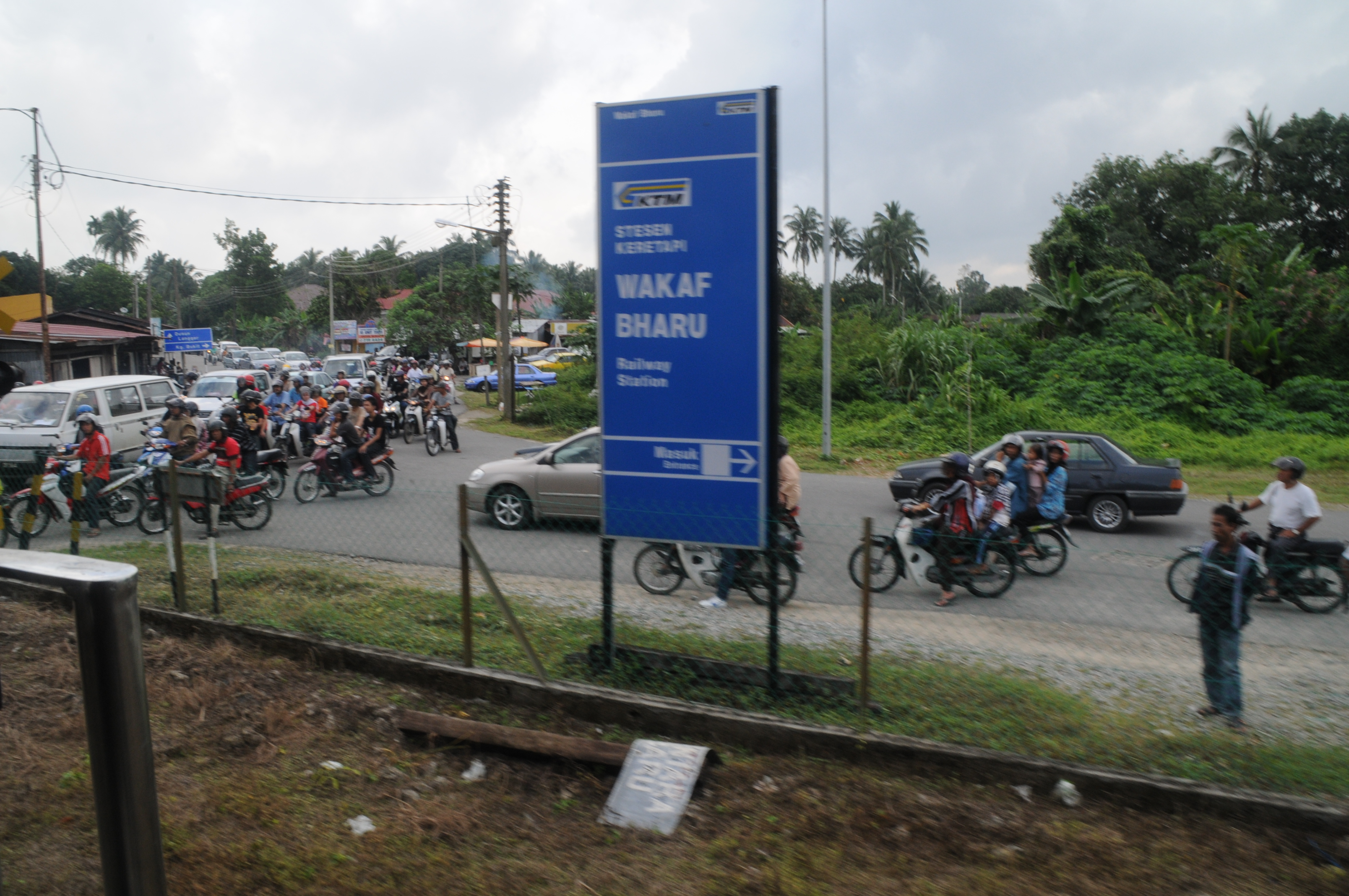
火車站前的轉彎處
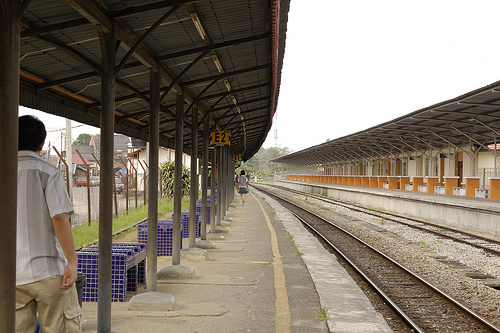
火車站站臺